# Guillaume II de Boutron

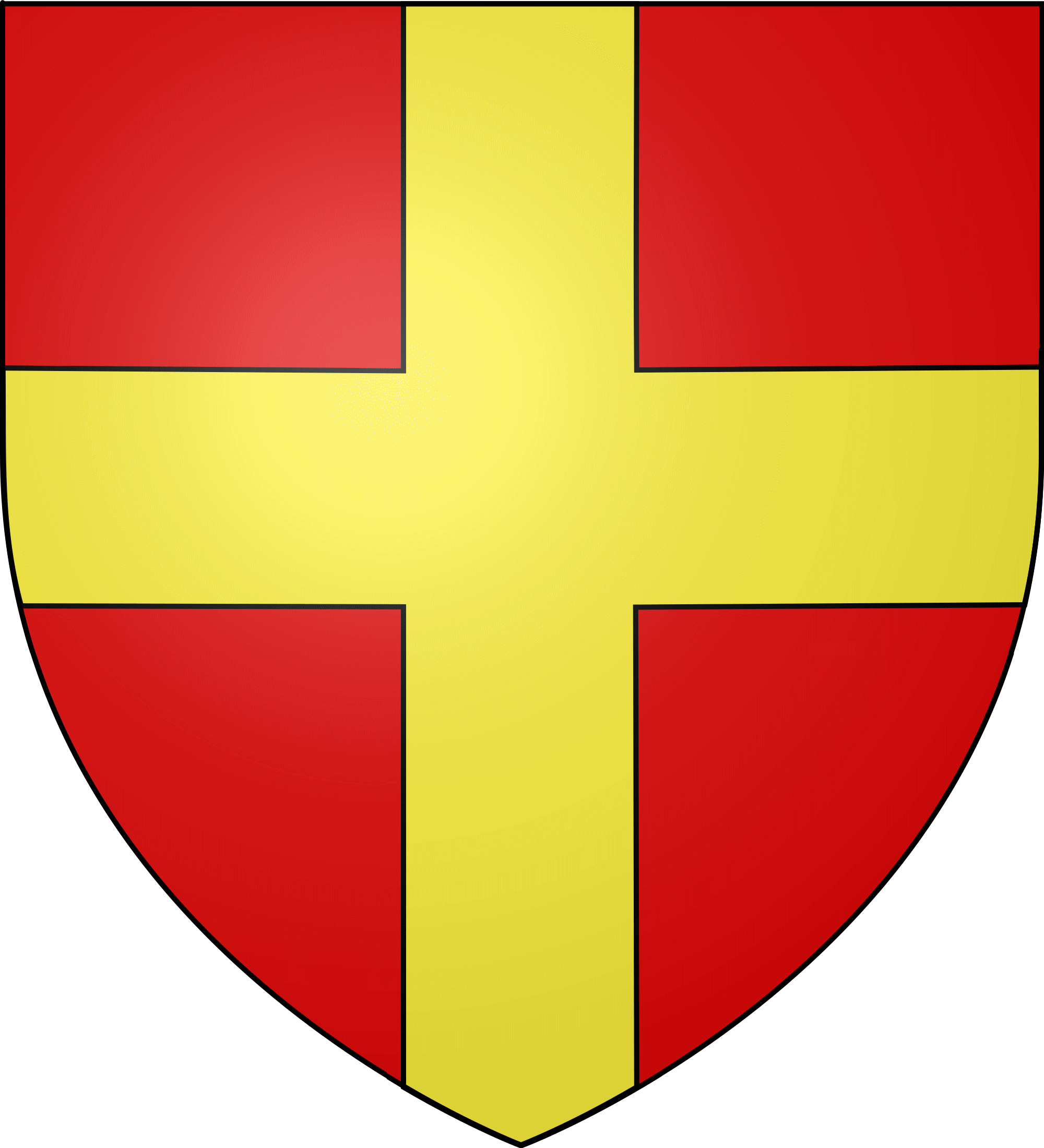
Le blason des comtes de Tripoli, suzerains des seigneurs de Boutron.

Guillaume II de Boutron (mort après 1262) était seigneur de Boutron dans le comté de Tripoli, et connétable de Jérusalem. 
Second fils de Bohémond de Boutron et d'Isabelle de Boutron, il accède à la tête de la seigneurie de Boutron après la bataille de La Forbie (1244), après laquelle son frère aîné Jean et son père furent faits prisonniers avant de mourir peu après en cativité. 
Il est fait connétable de Jérusalem en 1258. En sa qualité de vassal, il est mandaté en 1262 par le comte de Tripoli Bohémond VI pour résoudre des différends entre les Templiers et les Hospitaliers. Le document qu'il a ainsi signé, daté du 19 décembre 1262, est la dernière trace qu'il ait laissé dans les archives. 
De son mariage avec Agnès de Sidon, fille de Balian Granier, comte de Sidon, et de son épouse Marguerite de Reynel, on lui connaît un fils et héritier direct, Jean de Boutron.
Après sa mort, son successeur à la connétablie de Jérusalem est Balian d'Ibelin.

## Sources
1. ↑  Charles Du Cange, Les familles d'Outre-Mer, Paris, Imprimerie impériale, 1869 (lire en ligne), p. 259
2. ↑  (en) Steven Runciman, A History of the Crusades, Volume III: The Kingdom of Acre and the Later Crusades, Cambridge University Press